# Prvenstvo nogometnog podsaveza Titograd 1961./62.
"Prvenstvo Titogradskog nogometnog podsaveza" bila je liga četvrtog stupnja nogometnog prvenstva Jugoslavije u sezoni 1961./62. 
 Sudjelovalo je 6 klubova, a prvak je bio "Zmaj" iz Danilovgrada. 

## Ljestvica
| mj. | klub                     | ut. | pob. | ner. | por. | gol+ | gol- | bod |
| --- | ------------------------ | --- | ---- | ---- | ---- | ---- | ---- | --- |
| 1.  | Zmaj Danilovgrad         | 10  | 6    | 2    | 2    | 21   | 8    | 14  |
| 2.  | Zeta Golubovci           | 10  | 6    | 2    | 2    | 23   | 19   | 14  |
| 3.  | Radnik Titograd          | 10  | 5    | 2    | 3    | 23   | 13   | 13  |
| 4.  | Radijator Danilovgrad    | 10  | 4    | 1    | 5    | 17   | 20   | 9   |
| 5.  | Dečić Tuzi               | 10  | 3    | 1    | 6    | 21   | 23   | 7   |
| 6.  | Kom (Doljani – Titograd) | 10  | 1    | 1    | 8    | 9    | 21   | 3   |

- Titograd – tadašnji naziv za Podgoricu

## Rezultatska križaljka
| kratica | klub                     | DEČ | KOM | RDJ | RDN | ZETA | ZMAJ |
| --- | ------------------------ | --- | --- | --- | --- | ---- | ---- |
| DEČ | Dečić Tuzi               |     |     |     |     |      |      |
| KOM | Kom (Doljani – Titograd) |     |     |     |     |      |      |
| RDJ | Radijator Danilovgrad    |     |     |     |     |      |      |
| RDN | Radnik Titograd          |     |     |     |     |      |      |
| ZETA | Zeta Golubovci           |     |     |     |     |      |      |
| ZMAJ | Zmaj Danilovgrad         |     |     |     |     |      |      |
| |                          |     |     |     |     |      |      |
| podebljan rezultat - utakmice od 1. do 5. kola (1. utakmica između klubova) rezultat normalne debljine - utakmice od 6. do 10. kola (2. utakmica između klubova) rezultat nakošen - nije vidljiv redoslijed odigravanja međusobnih utakmica iz dostupnih izvora rezultat nakošen i smanjen * - iz dostupnih izvora nije uočljiv domaćin susreta prekrižen rezultat - poništena ili brisana utakmica p - utakmica prekinuta 3:0 p.f. / 0:3 p.f. - rezultat 3:0 bez borbe n.i. - nije igrano |                          |     |     |     |     |      |      |

 Izvori: 

## Unutrašnje poveznice
- Crnogorska republička nogometna liga 1961./62.